# Conclave del 1406
Il conclave del 1406 venne convocato a seguito della morte del papa Innocenzo VII e si concluse con l'elezione del papa Gregorio XII.

## Situazione generale
Fu uno dei conclavi del periodo del Grande Scisma d'Occidente.
Quattordici cardinali presenti a Roma entrarono nel conclave in Vaticano il 18 novembre 1406, dodici giorni dopo la morte di papa Innocenzo VII.
Inizialmente tutti gli elettori sottoscrissero la capitolazione del conclave, in cui ciascuno giurò che, se eletto, avrebbe abdicato a patto che l'antipapa Benedetto XIII avesse fatto lo stesso o se fosse morto; inoltre ciascun cardinale giurò che non avrebbe creato nuovi cardinali, se non per mantenere un parità numerica con i cardinali avignonesi; e che entro tre mesi avrebbe cominciato le trattative con il suo rivale su un luogo di incontro.
Nessun ulteriore dettaglio su questo conclave è noto ad eccezione del suo risultato finale. Il 30 novembre il cardinale Angelo Correr, proposto dal cardinale Caetani, fu eletto papa all'unanimità, nonostante la sua età avanzata (probabilmente circa 80 anni) e accettò l'elezione al soglio pontificio assumendo il nome di Gregorio XII. Anche se sostenne la legittimità del suo pontificato, nove anni più tardi abdicò nel Concilio di Costanza, in modo da rendere possibile il ripristino dell'unità della Chiesa Cattolica Romana.

## Collegio cardinalizio all'epoca del conclave

### Presenti in conclave
| Nome                                   | Paese                 | Titolo                                                      | Ruolo | Nascita    | Concistoro | Creato da          |
| -------------------------------------- | --------------------- | ----------------------------------------------------------- | --- | ---------- | ---------- | ------------------ |
| Angelo Acciaiuoli                      | Repubblica di Firenze | Cardinale vescovo di Ostia e Velletri                       | Decano del Collegio cardinalizio; Arciprete della Basilica di San Pietro in Vaticano; Vice-Cancelliere di Santa Romana Chiesa | 1340       | 17/12/1384 | papa Urbano VI     |
| Enrico Minutolo                        | Regno di Napoli       | Cardinale vescovo di Frascati                               | Camerlengo del Collegio cardinalizio; Arciprete della Basilica Liberiana di Santa Maria Maggiore                              | 1350 circa | 18/12/1389 | papa Bonifacio IX  |
| Antonio Caetani                        | Stato Pontificio      | Cardinale vescovo di Palestrina                             | Penitenziere Maggiore; Arciprete della Basilica di San Giovanni in Laterano                                                   | 1360 circa | 27/02/1402 | papa Bonifacio IX  |
| Angelo d'Anna de Sommariva, O.S.B.Cam. | Ducato di Milano      | Cardinale presbitero di Santa Pudenziana                    | | 1340 circa | 17/12/1384 | papa Urbano VI     |
| Corrado Caracciolo                     | Regno di Napoli       | Cardinale presbitero di San Crisogono                       | Arcivescovo-vescovo di Mileto; Camerlengo di Santa Romana Chiesa                                                              | 1360 circa | 12/06/1405 | papa Innocenzo VII |
| Angelo Correr                          | Repubblica di Venezia | Cardinale presbitero di San Marco                           | Amministratore apostolico di Corone; Patriarca di Costantinopoli dei Latini                                                   | 1335 circa | 12/06/1405 | papa Innocenzo VII |
| Giordano Orsini                        | Stato Pontificio      | Cardinale presbitero dei Santi Silvestro e Martino ai Monti | Arcivescovo metropolita di Napoli                                                                                             | 1360/1370  | 12/06/1405 | papa Innocenzo VII |
| Giovanni Migliorati                    | Regno di Napoli       | Cardinale presbitero di Santa Croce in Gerusalemme          | Arcivescovo metropolita di Ravenna                                                                                            | 1375/1380  | 12/06/1405 | papa Innocenzo VII |
| Antonio Calvi                          | Stato Pontificio      | Cardinale presbitero di Santa Prassede                      | Vescovo di Todi | 1341       | 12/06/1405 | papa Innocenzo VII |
| Landolfo Maramaldo                     | Regno di Napoli       | Cardinale diacono di San Nicola in Carcere                  | Cardinale protodiacono | 1350/1355  | 21/12/1381 | papa Urbano VI     |
| Rinaldo Brancaccio                     | Regno di Napoli       | Cardinale diacono di San Vito in Macello Martire            | | 1350/1360  | 17/12/1384 | papa Urbano VI     |
| Oddone Colonna                         | Stato Pontificio      | Cardinale diacono di San Giorgio in Velabro                 | | 1369       | 12/06/1405 | papa Innocenzo VII |
| Pietro Stefaneschi                     | Stato Pontificio      | Cardinale diacono di Sant'Angelo in Pescheria               | | 1350/1360  | 12/06/1405 | papa Innocenzo VII |
| Jean Gilles                            | Regno di Francia      | Cardinale diacono dei Santi Cosma e Damiano                 | | 1350/1360  | 12/06/1405 | papa Innocenzo VII |

### Assenti in conclave
| Nome                | Paese                 | Titolo                                          | Ruolo                                                        | Nascita    | Concistoro | Creato da          |
| ------------------- | --------------------- | ----------------------------------------------- | ------------------------------------------------------------ | ---------- | ---------- | ------------------ |
| Bálint Alsáni       | Regno d'Ungheria      | Cardinale presbitero di Santa Sabina            | Amministratore apostolico di Pécs; Cardinale protopresbitero | 1330 circa | 17/12/1384 | papa Urbano VI     |
| Francesco Uguccione | Contea di Urbino      | Cardinale presbitero dei Santi Quattro Coronati | Arcivescovo metropolita di Bordeaux                          | 1327       | 12/06/1405 | papa Innocenzo VII |
| Pietro Filargo      | Repubblica di Venezia | Cardinale presbitero dei Santi XII Apostoli     | Arcivescovo metropolita di Milano                            | 1339       | 12/06/1405 | papa Innocenzo VII |
| Baldassarre Cossa   | Regno di Napoli       | Cardinale diacono di Sant'Eustachio             | Legato apostolico di Bologna                                 | 1370 circa | 27/02/1402 | papa Bonifacio IX  |